# The Masked Dancer (film, 1914)
Pour plus de détails, voir Fiche technique et Distribution.
The Masked Dancer est un film muet américain réalisé par Burton L. King, sorti en 1914.

## Fiche technique
- Titre : The Masked Dancer
- Réalisation : Burton L. King
- Scénario : W.A. Tremayne
- Producteur :
- Société de production : Vitagraph Company of America
- Sociétés de distribution : General Film Company
- Pays de production :  États-Unis
- Langue : Anglais américain
- Format : Noir et blanc — 35 mm — 1,33:1 — Muet
- Métrage : 600 mètres (2 bobines)
- Genre : Film dramatique
- Durée : 20 minutes
- Dates de sortie : 
  - États-Unis : 13 janvier 1914

## Distribution
- Myrtle Gonzalez :	Alice Martin
- George Cooper :	Alphonso
- George Holt :	Henry Martin
- Beatrice Dominguez :	Dolores
- Karl Formes :	Pedro